# Wasp Network
Wasp Network è un film del 2019 diretto da Olivier Assayas.
Basato sul libro Os últimos soldados da Guerra Fría del giornalista Fernando Morais, il film, sceneggiato dallo stesso regista, è incentrato sulla vicenda storica di cinque membri della Red Avispa (in inglese Wasp Network), una rete di spionaggio stabilita dal governo cubano nella Miami degli anni novanta con l'obiettivo di infiltrare le organizzazioni terroristiche anti-castriste lì presenti.
È stato presentato in concorso alla 76ª Mostra internazionale d'arte cinematografica di Venezia.

## Trama
A L'Avana, nei primi anni '90, il pilota René González lascia la moglie Olga e la figlia Irma a Cuba per iniziare una nuova vita negli Stati Uniti d'America. Subito dopo si mette al servizio di un'organizzazione anticastrista, gli Hermanos al Rescate, operante in Florida, nata per aiutare i cubani che vogliano fuggire dal regime comunista.
Sotto l'ala protettrice della Cuban American National Foundation (CANF), René scopre che si svolgono però anche altre attività che comprendono il traffico di droga e di armi e l'attività terroristica anticastrista.
Gonzalez viene raggiunto da Juan Pablo Roque, pilota come lui, e famoso come eroe di guerra a Cuba, per cui accolto con grandi onori in Florida. Roque diventa ricco facendo l'informatore dell'FBI, sposa la bellissima Margarita e entra in contatto con i vertici dell'organizzazione, ma poi, dopo pochi anni torna a Cuba dove si toglie la maschera e, da traditore quale era diventato, torna a vestire i panni dell'eroe ancora più che in precedenza.
Roque, così come René González, era infatti una spia cubana, facente parte della rete nominata Red Avispa che, infiltrandosi nell'organizzazione anticastrista, aveva evitato un numero enorme di atti terroristici contro Cuba, tendenti a distruggere il turismo, voce primaria dell'economia cubana.
L'uscita allo scoperto di Roque mette però in enorme difficoltà tutti gli altri componenti della rete, che ora sono oggetto di indagini approfondite.
Quando la moglie di René raggiunge con la figlia Miami, non sa ancora che il marito non è un traditore. Le viene detto poco prima di incontrarlo da Manuel Viramontez, il capo dell'organizzazione, facendole provare un misto di ammirazione per l'eroicità del marito e un senso di spaesamento per aver vissuto per sei anni come la moglie del traditore ed essere stata incapace di difendersi essendo lei stessa convinta di questo.
Gli anticastristi reclutano ora persone prive di scrupoli in Centroamerica. Con uno di questi, riescono ad organizzare un attentato che colpisce contemporaneamente tre alberghi nel centro de L'Avana, con danni enormi e l'uccisione di un turista italiano. L'attentatore viene arrestato, ma anche tutta la Red Avispa in Florida viene smantellata dall'FBI.
Alcune spie collaborano ricevendo sconti di pena ma René, sostenuto dalla sua stessa moglie, si rifiuta di tradire il suo paese e resta in carcere.

## Produzione
Il film è stato annunciato nel maggio del 2018, con Pedro Pascal ed Édgar Ramírez nel cast per la regia di Olivier Assayas: Pascal è stato poi sostituito da Leonardo Sbaraglia. A settembre, Penélope Cruz, Wagner Moura e Gael García Bernal si sono aggiunti al cast. Nel febbraio del 2019, Ana de Armas si è unita al cast.
Le riprese sono cominciate nel febbraio del 2019 a Cuba.
In seguito alla presentazione del film al Toronto Film Festival nel settembre del 2019, Assayas è tornato al montaggio per fare una serie di aggiustamenti, dichiarando che: «potrei accorciare alcune parti e allungarne altre. La durata non subirà considerevoli variazioni, ma si tratta di guadagnare fluidità. Voglio che il film sia compreso anche da chi ignora totalmente le complessità della politica locale». La nuova versione del film è stata poi presentata al New York Film Festival il mese seguente.

## Distribuzione
Il film è stato presentato in anteprima il 1º settembre 2019 alla 76ª Mostra internazionale d'arte cinematografica di Venezia, all'interno del concorso principale.
In Francia, il film è stato presentato in anteprima il 14 settembre 2019 al Festival del cinema americano di Deauville, per poi essere distribuito da Memento Films e Orange Studio nelle sale cinematografiche francesi a partire dal 29 febbraio 2020. In Brasile, il film è stato presentato in anteprima il 18 ottobre 2019 al São Paulo International Film Festival.
Nel gennaio del 2020, Netflix ne ha acquisito i diritti di distribuzione internazionali in diversi paesi, dov'è stato distribuito il 19 giugno 2020 sulla loro piattaforma streaming. In Italia, il film era stato originariamente acquisito nell'agosto del 2019 da BiM Distribuzione, che prevedeva di distribuirlo nelle sale cinematografiche nel 2020. L'uscita è stata poi annullata a causa della pandemia di COVID-19 verificatasi nel paese e il film è stato dunque distribuito in Italia anch'esso da Netflix il 19 giugno.

## Accoglienza

### Incassi
Il film ha incassato in Francia l'equivalente di 1,3 milioni di dollari.

### Critica
Sull'aggregatore di recensioni online Rotten Tomatoes, il film detiene una percentuale di gradimento da parte della critica del 41%, basata su 27 recensioni, con una media del 4,8. Metacritic assegna al film una media ponderata di 53 su 100, basata su 8 recensioni da parte della critica, ad indicare «giudizi contrastanti o tiepidi».
Dave Ehrlich di IndieWire lo definisce un «thriller di spionaggio bulimico che fa il passo più lungo della gamba, senza mai riuscire a trovare una base stabile [...] un passo falso incredibilmente raro da parte dei più grandi registi degli ultimi trent'anni. Anche così, si può percepire il suo genio inquieto scorrere al di sotto della superficie e lottare per risalire».  David Rooney di The Hollywood Reporter scrive: «il punto di questa complessa questione sfugge troppo a lungo ad Assayas e, quando questo finalmente lo centra, è troppo tardi per dare coesione a un dramma incostante», lodandone però la fotografia e le interpretazioni del cast. Xan Brooks di The Guardian gli assegna 3 stelle su 5, scrivendo che «il film è patinato, rivelatore e spesso coinvolgente. Quel che manca è una carica emotiva e una struttura solida. Dovremmo essere coinvolti in queste persone per capire le loro decisioni e preoccuparci delle loro conseguenze».
Jay Weissberg di Variety è più positivo, scrivendo che il film «lascia gli spettatori soddisfatti grazie alla bravura del regista ed al piacere di guardare un cast eccellente in forma smagliante, ma anche con la sensazione di essere stati raggirati». Nicholas Barber della BBC ha assegnato al film 4 stelle su 5, definendolo «un thriller cappa e spada ricco di stile, in cui splende sempre il sole e tutti gli attori sono bellissimi».
Recensendo la seconda versione del film, Marshall Shaffer di /Film ha scritto che «anche da ri-montato, [il film] non funziona [...] Assayas avrà avuto le sue ragioni per scegliere un progetto come Wasp Network, un racconto di spionaggio ed anti-terrorismo. Quali siano state, tuttavia, non è ben chiaro».

## Riconoscimenti
- 2019 - Mostra internazionale d'arte cinematografica[8]
  - In competizione per il Leone d'oro al miglior film
- 2019 - Festival del cinema americano di Deauville[27]
  - Premio del 45º anniversario
- 2020 - Georgia Film Critics Association Awards[28]
  - Candidatura per il miglior interprete rivelazione ad Ana de Armas